# 石丸奈菜美
石丸 奈菜美（いしまる ななみ、1988年9月21日 - ）は、日本の女優。

## 来歴
1992年に東京児童劇団に入団。映画・テレビコマーシャル等、タレント活動を行っていた。小学六年生時にバラエティの『おはスタ』おはキッズで注目を浴びた。
2006年10月28日から2009年6月29日まで芸能人での一日のブログの更新数最多を記録していた。

## 出演

### テレビドラマ
- 地獄少女 第1話（2006年、日本テレビ） - 森崎淳子 役
- KOI☆AGE〜恋するアゲハ〜（BeeTV） - レギュラー キャバ嬢ヒカル 役
- 月曜ゴールデン 大家だけが知っている〜幸多福子の下町事件簿〜（TBS） - めだか 役
- バーテンダー（テレビ朝日）準レギュラー 東京ワンダーナイト編集部員 役
- おひさま（2011年4月4日 - 、NHK） - 女学生役
- 宮部みゆきミステリー パーフェクト・ブルー 第3話（2012年10月22日、TBS）
- 金曜プレステージ 塔馬教授の天才推理2（2014年9月19日、フジテレビ）
- 金曜ロードSHOW! 特別ドラマ企画『がっぱ先生!』（2016年9月23日、日本テレビ） - 渥美悦子 役
- 石子と羽男-そんなコトで訴えます?-（2022年） - 磯山裕子 役

### バラエティ
- おはスタ（テレビ東京） - おはキッズとしてレギュラー出演
- こたえてちょーだい

### 映画
- 学校の怪談2（1996年、東宝） - 花子さん（赤い服の少女） 役[1]
- 七人の弔（2005年8月13日）
- 監督・ばんざい!（2007年6月2日、東京テアトル・オフィス北野）- セーラー服の女子 役
- 君に届け（2010年9月25日、東宝） - 西川奈菜美 役
- 闇金ウシジマくん (2012年8月25日、S・D・P） - ギャル 役
- 劇場版 TIGER & BUNNY -The Rising-（2014年2月8日、松竹） - 女性客 役（声の出演）
- リアル鬼ごっこ（2015年7月11日、松竹・アスミック・エース）[2]
- ヒロイン失格（2015年9月、ワーナーブラザース） - 芋ジャージ軍団のリーダー 役
- 劇場版 仮面ライダーエグゼイド トゥルー・エンディング（2017年8月5日、東映） - 看護師 役

### CM
- 雪印乳業 - 「スライスチーズ」
- 三洋電機 - 「ピングーコンピューター」
- 日本電気 - 「企業（ネットワーク）」
- 公文式
- 大王製紙 - 「エリエール・ウルトラガード（ナレーション）」
- エステー化学 - 「ミュージカル赤毛のアン」
- JAバンク - ちょちくちょきんぎょ
- メガハウス - 「頭脳大作戦」「ポッキーショック」「ガムアンバランス」
- 日本通運 - 引っ越し

### 舞台

#### MONO
- 怠惰なマネキン（2017年）[3]
- 隣の芝生も。（2018年）[4]
- はなにら（2019年）[5]
- 涙目コント（2019年）[6]
- その鉄塔に男たちはいるという＋（2020年）[7]
- アユタヤ（2021年）[8]
- 悪いのは私じゃない（2022年）[9]
- なるべく派手な服を着る（2023年）[10]
- デマゴギージャズ（2025年）[11]

#### その他
- 友情〜秋桜のバラード〜（2005年）鈴木幸子 役
- 夏の夜の夢（2008年）芥子の種 役
- 幕末侍伝説 CHUJI（2009年）梅若一座 お冬 役
- 魔界転生（2009年）熊 役
- ヘルプマン!（2010年）よっこら荘職員 黒岩 役
- 舞台「宇宙よりも遠い場所」（2023年）前川かなえ 役[12]

### VP
- 東京書籍
- 総合学習教材

### スチル
- 集英社 - 『週刊少年ジャンプ』
- 小学館 - 『小学六年生』
- ベネッセ
- JAバンク - ちょちくちょきんぎょ

### 書籍
- ピュアピュア
- ティーンズアイドル